# آدامز (ماساچوست)
آدامز (به انگلیسی: Adams) شهرکی در شهرستان برکشر ایالت ماساچوست می‌باشد که در سال ۱۷۷۸ بنیان‌گذاری شده‌است. این شهرک در سرشماری سال ۲۰۱۰ میلادی، ۸٬۴۸۵ نفر جمعیت داشته‌است.